# Georg Gädker
Georg Gädker (* 28. Januar 1981 in Freiburg) ist ein deutscher Opern-, Konzert- und Liedsänger (Bariton).

## Leben
Georg Gädker wurde in Freiburg im Breisgau geboren. Als Knabensolist (Stimmlage Alt) und junge Männerstimme sang er bei den Freiburger Domsingknaben und besuchte das musische Gymnasium Kolleg St. Sebastian in Stegen bei Freiburg. Von 1999 bis 2001 war er Jungstudent an der Hochschule für Musik Freiburg bei Bernd Göpfert, wo er ab 2002 Gesang und Gesangspädagogik studierte. Von 2004 bis 2009 setzte er sein Studium bei Rudolf Piernay an der Staatlichen Hochschule für Musik Mannheim sowie an der Guildhall School of Music and Drama London fort, wo er sein Studium mit Auszeichnung beendete. Er besuchte Meisterkurse bei Margreet Honig, Emma Kirkby, Thomas Quasthoff, Graham Johnson, Sarah Walker, Wolfram Rieger, Charles Spencer und Thomas Hampson. Gädker war Stipendiat der Studienstiftung Cusanuswerk.
Im Konzertfach tritt er als Interpret der meisten großen Partien seines Fachs in Erscheinung, darunter, ausgehend von den Werken Johann Sebastian Bachs (Matthäus-Passion unter Reinhard Goebel oder mit dem Tölzer Knabenchor, Johannes-Passion unter Helmuth Rilling in Chile, Weihnachtsoratorium unter Hans-Christoph Rademann, h-Moll-Messe, Kreuzstabkantate, verschiedene Rekonstruktionen der Markuspassion, Solokantaten), Händels The Messiah, Jephta und Alexander’s Feast, Haydns Schöpfung und Jahreszeiten sowie Mozarts Requiem zunehmend größere Werke, wie Beethovens 9. Sinfonie, Mendelssohns Paulus und Elias, Brahms’ Ein deutsches Requiem, César Francks Les Béatitudes, Vaughan Williams’ A Sea Symphony, Orffs Carmina Burana (unter Howard Arman), Wagners Liebesmahl der Apostel, Verdis Messa da Requiem (mit der Deutschen Staatsphilharmonie Rheinland-Pfalz) oder Brittens War Requiem. Konzerte führten ihn dabei an Konzerthäuser wie Philharmonie Berlin und Konzerthaus Berlin, Muziekgebouw Amsterdam, Philharmonie Köln, Gewandhaus Leipzig, Laeiszhalle Hamburg, Grossmünster Zürich, Tonhalle Zürich, Liederhalle Stuttgart oder Wigmore Hall London, in Kirchen wie Berliner Dom, Lateranbasilika Rom, Kathedrale Genf, Grossmünster Zürich oder Freiburger Münster, sowie an weitere Spielstätten im europäischen und weltweiten Ausland. Ferner arbeitete er mit Dirigenten wie Masaaki Suzuki, Morten Schuldt-Jensen, Wolfram Christ, Andrew Manze und HK Gruber. Rundfunkmitschnitte und Tonträger entstanden, darunter für den NDR, SWR, deutschlandradio, BBC und Radio France. Eine CD mit Orchesterliedern von Gustav Mahler ist 2010 mit dem Landesjugendorchester Baden-Württemberg unter Christoph Wyneken erschienen.
Im Musiktheater gastierte Georg Gädker an den Bühnen von Braunschweig, Leipzig, Frankfurt und Mannheim, wo er unter anderem als Graf Almaviva (Figaro), Aeneas (Dido and Aeneas), Schneck (Vogelhändler), Notario (Gianni Schicchi) sowie in weiteren Rollen in Uraufführungen der Oper Wasser von Arnulf Herrmann sowie der Kammeroper Neumond von Lucia Ronchetti zu sehen war. 2013 gastierte er in der Titelpartie von Schostakowitschs Oper Das Märchen vom Popen und seinem Knecht Balda in einer Produktion des Konzerthauses Berlin und war ab 2014 für zwei Spielzeiten in Shakespeares The Tempest (Regie Calixto Bieito, Musik von Henry Purcell) am Nationaltheater Mannheim zu hören. In der Saison 2014/2015 gastierte Georg Gädker in einem Opernpasticcio nach Oscar Wildes Gespenst von Canterville mit Musik von Rameau, Purcell und anderen am Musiktheater im Revier (MiR) Gelsenkirchen. 2015 debütierte Georg Gädker beim Festival StadtOper Soest in der Titelrolle von Mozarts Don Giovanni, gefolgt von der Deutschen Erstaufführung von Luke Bedfords Kammeroper Through his Teeth mit der Opera Factory Freiburg 2016, sowie Hans Zenders Don Quijote de la Mancha im Frankfurt LAB mit dem Ensemble Modern unter Leitung von Johannes Kalitzke. 2017 war Georg Gädker in einer szenischen Produktion von Händels Jephta am Theater Detmold zu hören.
Die CD-Einspielung von Luke Bedfords Kammeroper Through His Teath mit der Holst-Sinfonietta unter Klaus Simon wurde für die International Classical Music Awards (ICMA) 2019 nominiert.
2011 gründete Gädker gemeinsam mit der Sopranistin Katharina Persicke und dem Pianisten Nicholas Rimmer die internationale Liederabendreihe „klangwerk LIED“ Freiburg, der er gemeinsam mit Persicke und Rimmer als künstlerischer Leiter vorsteht, und die bis zu dessen Tod 2018 unter Schirmherrschaft des amerikanischen Liedbegleiters Irwin Gage stand.
Seit Juli 2020 ist Gädker festes Mitglied des SWR Vokalensemble Stuttgart.

## Preise und Auszeichnungen (Auswahl)
- 2007: Stipendium des Deutschen Musikwettbewerbs beim Deutschen Musikwettbewerb Berlin und Aufnahme in die 52. Bundesauswahl Konzerte Junger Künstler (BAKJK)[13]
- 2007: 3. Preis Fachrichtung Konzert beim „Cantilena Gesangswettbewerb“ der Jungen Musikerstiftung Bayreuth[14]
- 2008: Stipendium des Internationalen Richard-Wagner Verbands, Ortsgruppe Mannheim-Kurpfalz
- 2008: 2. Preis beim „Podium Junger GesangsSolisten“ des Verbands Deutscher Konzertchöre (VDKC), Kassel[15]
- 2009: 3. Preis beim Internationalen Johannes-Brahms-Wettbewerb, Pörtschach (Österreich)[16]
- 2010: 2. Preis beim Internationalen Concorso di Musica Sacra, Rom (Italien)[17]
- 2011: Preisträger beim Internationalen Gesangswettbewerb „Kammeroper Schloss Rheinsberg“
- 2011: Sonderpreis Konzertengagement beim Internationalen Concours Musical Reine Elisabeth (Königin-Elisabeth-Wettbewerb), Brüssel
- 2012: 2. Preis beim Internationalen Robert-Schumann-Wettbewerb, Zwickau[18]
- 2013: Sonderpreis beim Internationalen Schubert-Wettbewerb, Dortmund